# 下峪镇
下峪镇，是中华人民共和国河南省洛陽市洛宁县下辖的一个乡镇级行政单位。

## 行政区划
下峪镇下辖以下地区：
下峪村、庄头村、杨楼村、前上庄村、后上庄村、桑峪村、故东村、对九峪村、东山村、毛草洼村、北至村、砂沟村、崇阳村、崇东村、草沟村、岔上村、龙门店村、麻院村和原上村。